# Bedminster (Pennsylvania)
Bedminster  è una township degli Stati Uniti d'America, nella contea di Bucks nello Stato della Pennsylvania. Secondo il censimento del 2000 la popolazione è di 6.574 abitanti.

## Società

### Evoluzione demografica
La composizione etnica vede una maggioranza di quella bianca (98,13%), seguita dagli afroamericani (0,58%) dati del 2000.
| township di Bedminster Popolazione |       |
| 2000                               | 6.574 |
| Stima al 2009                      | 6.275 |